# Ragbi klub Kruševac
Il Ragbi klub Kruševac ("Associazione rugbistica Kruševac"; abbreviato in R.K. Kruševac) è una società di rugby di Kruševac fondata nel 1992.

## Storia
Nel 1982 Dragan Vujasinović, ex giocatore del Partizan, porto l'ovale a Kruševac.
Dieci anni più tardi, il 19 agosto 1992, fu fondato il Ragbi klub Kruševac. Il primo presidente del club fu Ljubišа Popović. 
Nel 2013 il club raggiunse il maggiore successo sportivo nella storia, batté in semifinale di Coppa di Serbia il Žarkovo per 24 a 12. La squadra di Kruševac in finale fu sconfitta dal Rad per 130 a 7.

## Palmarès

### Altri piazzamenti
- Coppe di Serbia:

Finalista: 2013